# Metaleurodicus lacerdae
Metaleurodicus lacerdae là một loài côn trùng cánh nửa trong họ Aleyrodidae, phân họ Aleurodicinae.
Metaleurodicus lacerdae được Signoret miêu tả khoa học đầu tiên năm 1883.